# Lionsgate
 (транскр.  Лајонс гејт интертејмент корп.), ради послове као Lionsgate (транскр.  Лајонсгејт), је канадско-америчко забавно предузеће. Основано је 10. јула 1997. године у Банкуверу и тренутно се налази у Санта Моници. У наставку свом главном одсеку Lionsgate Films, који је седми са највише прихода у Северној Америци 2015. године, предузеће има друге одсеке као што су Lionsgate Television и Lionsgate Interactive. Такође поседује разне подружнице као што су Summit Entertainment, Debmar-Mercury и Starz Inc.